# Siegfried Augustin
Siegfried C. Augustin (* 12. September 1946 in Schwarzach im Pongau, Salzburg; † 9. Juni 2011) war ein österreichischer Ingenieur.

## Leben
Siegfried Augustin studierte an der Montanuniversität Leoben. 1973 wurde er zum Dr. mont. promoviert; 1991 habilitierte er sich. 1998 wurde er zum Universitätsprofessor für Industrielogistik an der Montanuniversität Leoben ernannt.
Über seine Arbeit als Experte für Industrielogistik hinaus wurde Augustin bekannt mit seinen Forschungen zu Karl May, von dem er auch mehrere Werke herausgab. Zudem verfasste er Studien über Abenteuerliteratur und Indianistik verschiedener Werke Mays.

## Werke (Auswahl)
- Die Geschichte der Indianer von Pocahontas bis Geronimo 1600 – 1900. München: Nymphenburger Verlag 1995, ISBN 3-485-00736-6
- Karl May in München. Eine Dokumentation seiner Besuche in den Jahren 1897/98 und seiner Verbindung mit dem "May-Club-München". In: Karl-May-Jahrbuch 1978
- Armands Saat und Karl Mays Ernte. In: Mitteilungen der Karl-May-Gesellschaft 53/1982
- Der geschliffene Diamant. In: 75 Jahre Karl-May-Verlag, Bamberg: Karl-May-Verlag 1988
- "Der beiden Quitzows letzte Fahrten" – Karl Mays literarisches Gesellenstück. In: Jahrbuch der Karl-May-Gesellschaft 1991. (Onlinefassung)
- Gedanken zur Endgültigkeit von Karl Mays Texten. Bemberg und Redabeul: Karl-May-Verlag 2003
- Da lacht sogar Winnetou. Ein Führer durch Karl Mays Werke in 111 Blitzlichtern. Bamber 2011, ISBN 978-3-7802-3023-2
- Change-Management – ein Wechselspiel von Psychologie und Logistik. Praxisgerechte Veränderungen durch Psychologistik. (Mit Elisabeth von Hornstein und Nikolas Stihl.)